# 3932 Edshay
3932 Edshay је астероид главног астероидног појаса са пречником од приближно 12,27 .
Афел астероида је на удаљености од 2,993 астрономских јединица (АЈ) од Сунца, а перихел на 2,135 АЈ.
Ексцентрицитет орбите износи 0,167, инклинација (нагиб) орбите у односу на раван еклиптике 14,575 степени, а орбитални период износи 1499,855 дана (4,106 године).
Апсолутна магнитуда астероида је 12,00 а геометријски албедо 0,185.
Астероид је откривен 27. септембра 1984. године.